# Месапи
Месапите (на латински: Messapi; Messapia) са население от южната част на Япигия (Iapydes) (днешна Апулия) - около днешните градове Таранто, Бриндизи и Лече.
Според Херодот те произлизат от Крит. Днес се смята, че са илирийски народ, дошъл през 1000 пр.н.е. в Отранто.
Те са родствени с дауните (в днешната провинция Фоджа), които са познати и с името салентини, с певкетите (в днешната провинция Бари).
Техните главни градове са били Uzentum (дн. Удженто), Rudiae (дн. Лече), Brundisium (дн. Бриндизи) и Uria (дн. Ория).
През 266 пр.н.е. консулите Децим Юний Пера и Нумерий Фабий Пиктор ги побеждават и те се сливат с Римската република.
Останали са много малко надписи на месапийски език.